# Mary Renault
Mary Renault (/ˈrɛnoʊlt/; Londres, 4 de septiembre de 1905 - Ciudad del Cabo, Sudáfrica, 13 de diciembre de 1983), cuyo nombre de nacimiento era Eileen Mary Challans, fue una escritora británica naturalizada sudafricana, autora de numerosas novelas históricas ambientadas en la Antigua Grecia y novelas de temática homosexual. Falleció en la Ciudad del Cabo el 13 de diciembre de 1983, a la edad de 78 años.

## Biografía
Nació en Londres el 4 de septiembre de 1905 en el seno de una familia de la clase media. Su padre ejercía la medicina. Tras pasar por un instituto privado de señoritas en Bristol, Mary asistió a la prestigiosa Universidad de Oxford, donde perteneció al St Hugh's College (al que ingresó en octubre de 1925). Joan Hussey, un compañero del St. Hugh's College (que llegó a ser un historiador) comentó sus impresiones acerca de Renault:

«Molly Challans se enmarca en mi memoria como una persona vivaz, con una zarza de cabello oscuro, de pie al margen simplemente centelleante y que aun así sisea con energía sin límites, con frecuentes cambios en su entusiasmo, determinada, poseedora de la capacidad para la constante aplicación, algo indisciplinada, experimental, ultraderechista e impulsora del imperialismo, atraída a lo poco común...»
Joan Hussey, en Las máscaras de Mary Renault: una biografía literaria

Mientras Renault hablaba de sí misma en términos de su vida intelectual independiente, permanecía agradecida haber tenido una educación formal, por haber experimentado la estructura y patrón rígido del aprendizaje fuera de casa, que hasta su generación era usualmente reservada únicamente para hombres:

«Estoy segura que, psicológicamente, estuvimos extremadamente mal conducidos (¿cuando no lo han sido los niños desde que el mundo comenzó?). Se me enseñó francés, algo de alemán, un poco de latín, y como resultado ante esto, aunque nunca aprendí italiano, podría tener cierta intuición de él; e investigué la mitología griega, por lo que sabía algo al respecto desde los 12 años; la clase de esencia a la que la curiosidad y el conocimiento posterior, sirven de apoyo... Pero a lo que se refiere a la biblioteca de mi escuela, cuando fuimos mayores pudimos investigar, no habría leído a Platón a los 8, que supongo es la edad en la que Platón hubiese querido que comenzáramos con él. No habría descubierto a Malory; aún podría gustar de The Once and Future King en vez de vomitar. No habría vivido junto a Shakespeare, las baladas de la frontera, Campion, Lovelace y Byron. La biblioteca de mi padre, aunque buena en su clase, difícilmente contenía algo que no perteneciera al período entre 1880 y 1924. La única excepción que recuerdo era un Culpeper donde aprendí de dónde venían los bebés. No, honestamente estoy agradecida de haber ido a la escuela, a pesar de que sufrí agonías como cualquier otra persona»
Mary Renault, comentario sobre la educación institucionalizada

Con el fin de independizarse de su conservadora familia, en 1932 comienza su instrucción en enfermería en la academia Radcliffe, donde conoce a Julie Mullard, quien sería su compañera sentimental por el resto de su vida. En esos años publica su primera novela Promise of Love (publicada en 1939). Las tres siguientes fueron escritas sirviendo en el cuerpo de enfermeras británico durante la Segunda Guerra Mundial. Después del conflicto Julie y Mary se marchan a vivir a Sudáfrica (en 1948); recorren África y, más tarde, Grecia. Nunca más volvió a Inglaterra.

## Obras de Mary Renault
Para aquellos entre nosotros que disfrutan de la lectura de géneros específicos, no hay nada tan sublime como el descubrimiento de un autor(a) que no solo escribe bien (dentro de los parámetros del género), sino que es un artista sobresaliente en su propia manera. Gusto de la ciencia ficción como un género, pero es un poco cansino andar a través de montones de ciencia ficción mediocre, con la necesidad de hacerlo en orden para encontrar un autor(a) provechoso(a). También aprecio el thriller (suspenso), pero es incluso más difícil encontrar un(a) escritor(a) tan diestro(a) como Donna Tartt, cuya obra The Secret History, ha sido reseñada recientemente en Labyrinth. Y en lo que respecta a ficción histórica, novelas como Lo que el viento se llevó son poco comunes; pasé suficientes años de mi vida a través de las terribles bodice-rippers de Frank Yerby para reconocer esto. 

Es por eso que pudo verse como un milagro para alguien como yo, un historiador griego, el descubrir los trabajos de Mary Renault. No era en sí misma una clasicista, a pesar de su investigación sobre los períodos que eligió para escribir, fue, sin embargo, impecable. Pero hay mucho más que la investigación. En todos los años en los que he estudiado la Antigua Grecia, nunca sentí que ésta cobrara vida como lo hace en las páginas de sus novelas. No solo es capaz de otorgar figuras históricas como personas reales, de tres dimensiones (en un modo poco frecuente en la escritura de género), también nos hace imaginar y comprender el contexto en el que vivieron. Nadie me había persuadido de creer en los dioses griegos, pero ¡Mary Renault puede hacerlo!
S. L. Arger; comentario sobre las obras de Renault

El amor homosexual es tema de varias de sus novelas, como El auriga (1953, bildungsroman), ambientada en Inglaterra durante la Segunda Guerra Mundial y grandemente  influenciada por la filosofía platónica, a la cual Mary Renault era adepta.
En 1956 Mary Renault empezó con sus brillantes reconstrucciones históricas de la Grecia antigua: El último vino (1956), El rey debe morir (1958), El toro del mar (1962), entre otras, y su trilogía sobre Alejandro Magno, Fuego del paraíso (1969), El muchacho persa (1972) y Juegos funerarios (1981).

### Novela histórica
Aunque Neil MacEwan alaba la trilogía de novelas sobre Alejandro Magno por su «determinación de tomar un punto de vista macedónico», otros críticos, entre los cuales está Julian Hartt, hacen énfasis en la deuda de la autora con ideologías más modernas, sugiriendo que las novelas «arrojan una cantidad modesta de luz sobre Alejandro y su mundo».

Mientras que es casi imposible determinar cuán precisa es cualquier interpretación moderna de la historia, sobre lo que estas novelas pueden arrojar luz es el camino por el cual las ideologías de Renault interactuaron con aquellas sugeridas por sus fuentes. Esto se hace particularmente claro cuando su re-codificación   de la historia diverge desde paradigmas populares, como lo hace en su representación de la pederastia. Quizá en estos casos, como DuPlessis sugiere acerca otras autoras, Renault está tratando de transformar hegemonías culturales, en este caso, aquellas alrededor de la historia de Grecia y la sexualidad.
Elizabeth Wolegde

- Alexias de Atenas[n. 15] (1956) — transcurre en Atenas durante las guerras del Peloponeso
- El rey debe morir (1958) — historia del mítico Teseo hasta la muerte de su padre
- Teseo, rey de Atenas (1962) — cuenta el resto de la vida de Teseo
- La máscara de Apolo (1966) — sobre un actor contemporáneo de Platón y Dionisio el joven
- Fuego del paraíso (1970)[2] — infancia y adolescencia de Alejandro Magno
- El muchacho persa (1972) — Alejandro después de la conquista de Persia
- El cantante de salmos (1978) — sobre el poeta Simónides de Ceos
- Juegos funerarios (1981)[2] — acerca de los diádocos o sucesores de Alejandro

### Ficción contemporánea
- Purposes of Love (1939)
- Kind Are Her Answers (1940)
- The Friendly Young Ladies (1943)
- Return to Night (1947)
- North Face (1948)
- El auriga (1953)

### No ficción
- Alejandro Magno (1975) — biografía del rey Macedonio
- Lion in the Gateway: The Heroic Battles of the Greeks and Persians at Marathon, Salamis, and Thermopylae (1964) — sobre las guerras médicas

## Sobre la autora
- Zilboorg, C. (2001). The masks of Mary Renault: A literary biography. University of Missouri Press.
- Sweetman, David (1994). Mary Renault: A Biography. Orlando: FL: Harvest/HBJ. ISBN 0-15-600060-1.